# Tom Whiteside
Pour les articles homonymes, voir Whiteside.
Derek Thomas Whiteside (23 juillet 1932 – 22 avril 2008) est un historien britannique des mathématiques.

## Biographie
En 1954, Whiteside est diplômé de l'université de Bristol avec un BA après avoir étudié le français, le latin, les mathématiques et la philosophie. Il passe une partie de l'année 1952 à étudier à la Sorbonne. Il passe les deux années suivantes à effectuer son service militaire dans un régiment stationné à Barca en Libye.
En 1956, il entreprend des études supérieures avec Richard Braithwaite, qui encadre sa thèse intitulée « Patterns of mathematical thought in the later seventeenth century ». Braithwaite le recommande à Michael Hoskin (1930-2021). En 1959, il soumet le manuscrit « Mathematical patterns of thought in the late seventeenth century » à Hoskin qui le soumet à Archive for History of Exact Sciences pour publication.
Il dédie les années suivantes à la recherche, l'interprétation et l'édition des papiers mathématiquess d'Isaac Newton, une tâche « qui ne pouvait être accomplie que par une personne comme lui, possédant des connaissances suffisantes en mathématiques, mais aussi en histoire, paléographie, latin et philosophie, pour trouver et ordonner le matériel », le transcrire, le traduire et l'annoter. Hoskin et Whiteside sont rejoints par Adolf Prag (1906-2004) pour éditer les huit volumes Mathematical Papers of Isaac Newton (1967 à 1981), le résultat est un ouvrage monumental en huit volumes, qui devient le texte standard sur le sujet et qui change de différentes manières l'image du Newton mathématique. Le premier volume est publié en 1967 et le dernier en 1981.
Passant en revue le premier volume de l'ouvrage, Christoph Scriba écrit : « ... il faut saluer le soin et la conscience extraordinaires de l'éditeur qui a rassemblé, organisé, transcrit et édité la richesse du matériel d'une manière superbe ». Selon Carl Boyer, « les historiens des sciences en général, et les érudits newtoniens en particulier, ont une lourde dette de gratitude envers le Dr Whiteside pour la manière tout à fait exemplaire dont il met à notre disposition les nombreuses preuves concernant la fabrication de l'un des trois plus grands mathématiciens du monde". Boyer note également que « René Descartes et deux Hollandais, Hudde et van Schooten, sont cités plus fréquemment que Barrow et Wallis », écartant l'idée selon laquelle Isaac Barrow est le professeur de Newton. Rosalind Tanner décrit le début du premier volume : « la préface, la note éditoriale, l'introduction générale et le bref aperçu du volume 1, fournissant tour à tour l'histoire de l'entreprise, le comment et le pourquoi de la présentation, l'histoire des manuscrits de Newton, et la portée de ce Volume 1, et chacun à sa manière constitue une réalisation notable" . Tanner recense également le volume 2 et son intérêt pour le manuel néerlandais d'algèbre de Gerhard Kinckhuysen, partiellement traduit en latin par Nicholas Mercator et travaillé par Newton jusqu'à ce que le projet soit abandonné en 1676.
Pendant cette période, il est assistant de recherche à l'Université de Cambridge avec une modeste allocation pour effectuer ce travail.
En 1969, Whiteside devient directeur adjoint de la recherche au Département d'histoire et de philosophie des sciences de l'université de Cambridge. Il est également chercheur principal au Churchill College. Il est élu membre de la British Academy en 1975 et promu lecteur à Cambridge l'année suivante, professeur d'histoire des mathématiques à l'université, jusqu'à sa retraite en 1999, pour devenir professeur émérite. En 1987, il rejoint le département de mathématiques pures, mais sa santé commence à se détériorer. En 1992, Cambridge organise un festival en son honneur : The Investigation of Difficult Things.

## Vie privée
Tom et Ruth Whiteside ont deux enfants, Simon et Philippa, à qui le volume 8 des Mathematical Papers of Isaac Newton est dédié.
Whiteside prend sa retraite en 1999 et décède le 22 avril 2008.

## Isaac Newton
Whiteside écrit un récit non technique de 19 pages, Newton the Mathematician. Dans cet essai, il décrit le développement mathématique de Newton dès l'école secondaire. Whiteside dit que l'influence la plus importante sur le développement mathématique de Newton est le livre II de La Géométrie de René Descartes. Le livre II est consacré à un problème qui a été envisagé et en partie résolu par Pappus d'Alexandrie et Apollonius de Perge. Descartes résout complètement le problème, inventant de nouvelles mathématiques selon les besoins. Le problème est le suivant : étant donné n lignes L, sur lesquelles se trouvent des points P(L), trouvez le lieu des points Q, tel que les longueurs des segments de droite QP(C) satisfassent certaines conditions. Par exemple, si n = 4, étant donné les lignes a, b, c et d et un point A sur a, B sur b, et ainsi de suite, trouvez le lieu des points Q tel que le produit QA*QB soit égal au produit QC*QD. Lorsque les droites ne sont pas toutes parallèles, Pappus a montré que le lieu des points Q était une section conique. Descartes considère n plus grand, permettant à certaines lignes d'être parallèles, et il a obtient des courbes cubiques et de degrés supérieurs. Il peut le faire en produisant l'équation à laquelle satisfont les points de Q, en utilisant le système de coordonnées cartésiennes. Le reste du Livre II de Descartes vise à montrer que les courbes cubiques découlent naturellement de l'étude de l'optique à partir de la loi de Snell-Descartes. Newton développe un intérêt pour l'optique. Newton est inspiré pour entreprendre la classification des courbes cubiques et il identifie 72 des 78 espèces différentes,,.

## Prix et distinctions
- Médaille Alexandre-Koyré (1968) pour les deux premiers volumes de son édition « The Mathematical Papers of Isaac Newton », Cambridge, 1967-1968.
- Membre de la British Academy (1975)
- Médaille George-Sarton (1977)[23]

## Articles
- 1967 : « A face-lift for Newton: current facsimile reprints », History of Science 6 : 59 à 68 Mr
- 1970 : "Before the Principia: the maturing of Newton's thoughts on dynamical astronomy", 1634 to 1684, Journal for the History of Astronomy 1(1): 5 à 19 Mr
- 1970 : "The mathematical principles underlying the Principia Mathematica", Journal for the History of Astronomy 1(2): 116 à 138 Mr
- 1974 : "Keplerian planetary eggs, laid and unlaid, 1600 to 1605", Journal for the History of Astronomy 5 (part 1): 1 à 21 Mr
- 1975 : "A refined computation of the perigee angle in Ptolemy’s Mercury model", Journal for the History of Astronomy 6: 57 Mr
- 1976 : "Newton's lunar theory: from high hope to disenchantment", Vistas in Astronomy 19(4); 317 à 28 Mr
- 1977 : "Newton and Dynamics", Bulletin of the Institute of Mathematics and its Applications 13(9,10): 214 à 20 Mr
- 1980 : "Kepler, Newton and Flamsteed on refraction through a 'regular aire', the mathematical and the practical", Centaurus 24: 288 à 315 Mr
- 1982 : "Newton the Mathematician", pages 109 to 127 in Contemporary Newtonian Research, D. Reidel Mr
- 1988 : "The evolution of the Principia from 1655 to 1686", Notes and Records of the Royal Society of London 42(1): 11 Mr
- 1992 : "How forceful has a force proof to be?", Physis – Rivista Internationale di Storia della Scienza 28(3): 727 à 49 Mr
- 2008 : David Gregory at Encyclopedia.com
- 2008 : Nicolaus Mercator at Encyclopedia.com
- 2014 : "And John Napier created logarithms", Journal of the British Society for History of Mathematics 29(3); 154 à 66 Mr.